# Liste der Klassischen Philologen an der Universität Regensburg
Die Klassischen Philologen an der Universität Regensburg lehren seit der Gründung des Seminars für Klassische Philologie 1967 die Fächer Latinistik und Gräzistik. Das Seminar wurde wenige Jahre nach der Gründung der Universität eingerichtet und verfügt über zwei Professuren, eine für Gräzistik und eine für Latinistik. Im Wintersemester 2011/12 wurde im Rahmen des Qualitätspakts Lehre eine Lehrprofessur für Klassische Philologie (Latein) eingerichtet, die an die Laufzeit des Programms (bis 2016) gebunden war.
Neben den Professoren sind derzeit (Stand: Dezember 2012) noch ein Privatdozent, sechs Mitarbeiter und mehrere Lehrbeauftragte am Seminar tätig.
Angegeben ist in der ersten Spalte der Name der Person und ihre Lebensdaten, in der zweiten Spalte wird der Eintritt in die Universität angegeben, in der dritten Spalte das Ausscheiden. Spalte vier nennt die höchste an der Universität Regensburg erreichte Position. An anderen Universitäten kann der entsprechende Dozent eine noch weitergehende wissenschaftliche Karriere gemacht haben. Die nächste Spalte nennt Besonderheiten, den Werdegang oder andere Angaben in Bezug auf die Universität oder das Seminar. In der letzten Spalte stehen Bilder der Dozenten.
| Wissenschaftler           | von  | bis  | Funktionen    | Bemerkungen | Bild |
| ------------------------- | ---- | ---- | ------------- | --- | ---- |
| Ernst Heitsch (1928–2019) | 1967 | 1996 | Ordinarius    | Gründungsprofessor für Gräzistik; Spezialist für griechische Philosophie, besonders Platon |      |
| Klaus Thraede (1930–2013) | 1968 | 1998 | Ordinarius    | Gründungsprofessor für Latinistik; Spezialist für Brief- und patristische Literatur |      |
| Hans Gärtner (1934–2014)  | 1971 | 1999 | Professor     | C3-Professor; Wissenschaftsorganisator (u. a. Herausgeber der Realencyclopädie und des Kleinen Pauly), Spezialist für Rufus von Ephesos und Plutarch                                                                                         |      |
| Norbert Blößner (* 1959)  | 1988 | 2005 | Privatdozent  | Assistent, 1990 promoviert, 1996 habilitiert; Spezialist für griechische Literatur (Ilias, Platon: Politeia) und Philosophie; wechselte an die FU Berlin                                                                                     |      |
| Markus Janka (* 1969)     | 1998 | 2004 | Privatdozent  | Assistent, 2003 habilitiert; Fachdidaktiker, Spezialist für Ovid und griechische Tragödie; wechselte nach München |      |
| Georg Rechenauer (* 1956) | 1998 | 2022 | Ordinarius    | Nachfolger von Heitsch; Spezialist für archaische und klassische griechische Dichtung, Rhetorik, Geschichtsschreibung und Philosophie |      |
| Jan-Wilhelm Beck (* 1963) | 1998 |      | Ordinarius    | Nachfolger Thraedes (zunächst Lehrstuhlvertreter); Spezialist für antike Fachliteratur, Tragödie und Lyrik |      |
| Dennis Pausch (* 1976)    | 2011 | 2014 | Lehrprofessor | Vertreter einer W2-Professur, seit 2012 Lehrprofessor für Klassische Philologie (Latein); Spezialist für biographische Literatur, Historiographie, Erinnerungskultur, augusteische Dichtung und Interdisziplinarität; wechselte nach Dresden |      |
| Andreas Heil (* 1969)     | 2014 | 2016 | Lehrprofessor | Lehrprofessor für Klassische Philologie (Latein); Spezialist für römische Dichtung und Antikenrezeption; wechselte nach Wien |      |
| Michael Krewet (* 1977)   | 2024 |      | Ordinarius    | Lehrstuhlinhaber für Klassische Philologie (Griechisch); Spezialist für Philosophie (Aristoteles), Drama, Historiographie, Editionswissenschaften und Digital Humanities                                                                     |      |